# ゴットランド
ゴットランド（スウェーデン語: Gotland,  発音）はかつてのスウェーデンの州（地方）の一つ。ゴットランド島を主島とする。

## 歴史
ゴットランドは早くから商業の中心地となり、バルト海で最も重要なハンザ同盟の都市としてヴィスビューがあった。1000年頃にほぼ設立されたヴィスビューはゴットランドで唯一の公認都市だった。ゴットランド島には、中世の後半20回の選出された審判により、ランズティングと呼ばれる島のアルシングでそれぞれ代表された、シングがあった。新しい法はランズティングで決定され、また、全体で島に関する他の決定を取った。ヴィスビュー市と島の残りは別々に決定された。
そして、ヴィスビューに駐在するドイツ商人と、田舎の取り引きする農民との間で引き起こされた闘争は1288年にスウェーデン王のマグヌス1世により鎮圧された。1361年にデンマークのヴァルデマー4世が島に侵攻してきた。1394年にフィタリエンブリューダーがゴットランド島を占領し、ヴィスビューに独自の要塞拠点を置いた。少なくともゴットランドは、彼らの要塞化された聖域でフィタリエンブリューダーと戦い、封建国としてチュートン騎士団へついた。 チュートン騎士団は1398年にゴットランド島を征服した。ヴィスビューを破壊し、フィタリエンブリューダーを追い出した。島がチュートン騎士団によって占領された後ランズティングの権威は相次いで損なわれていった。
その後、ポンメルンのエリクへ売却され、1449年以降デンマークの知事によって統治された。中世末期、シングは農夫、自由土地保有者、借地人のための12人の代表から成っていた。
ゴットランド島は1645年のブレムセブルー（Brömsebro）の和議以降、スウェーデンに統治されている。
冷戦終結後、ゴットランド島に駐留していたスウェーデン軍の部隊は2005年に撤退したが、2014年にクリミアがロシアに併合されると再びロシア脅威論が台頭、2017年に軍が駐留を再開した。2022年時点で、住民有志による郷土防衛隊も加わり島の防衛にあたっている。

## 地理
ゴットランド県がゴットランド島を単独で管轄する県である。ゴットランド地方はゴトランド島およびフォーレ島、カールセー諸島（リッラ・カールセーとストーラ・カールセー）、ゴツカ・サンド島などの周辺島嶼から成る。主な島はスウェーデン本土沖のおよそ90kmに位置する。
国立公園としてゴツカ・サンド島国立公園がある。

## 文化
ヴィスビューの中世都市はユネスコ文化遺産に登録された。ハンザ同盟時代まで遡る事のできる、都市を囲む要塞の壁がヴィスビューの印象的な特徴である。「北のアルキメデス」と呼ばれたスウェーデンの機械物理学の父クリストフェル・プールヘムはヴィスビューで生まれた。ゴットランドの住民はスウェーデン語の方言を伝統的に話し、ゴットランド語として知られる。

ゴットランドの紋章

クッブとヴァルパのような伝統的な技能のゲームが、ゴットランドでは今でも行われている。

## 紋章
デンマーク軍によって占領されていた頃の1560年、ゴットランドの紋章が認可された。紋章は公爵の冠を表している。紋章の意匠は、空色地に横向きの銀の牡羊が、赤地から5本の黄色い部分が出て、そのうち真ん中の1本は赤い部分と接している旗の付いた、クロススタッフを身に付けたものとなっている。

## ゴットランド公爵
1772年以降、スウェーデンの各王子は様々な地方名を冠した公爵（名目のみで実際の統治権はない）に叙されたが、ゴットランド公爵にはオスカルが1859年の誕生から1888年の王位継承権喪失まで叙された。現在はレオノール王女が2014年の誕生以来その地位にある。